# Патагонская чайка
Патагонская  чайка (лат. Chroicocephalus maculipennis) — вид птиц из рода Chroicocephalus семейства чайковых (Laridae). Подвидов не выделяют. Распространена на юге Южной Америки.

## Описание
Патагонская чайка достигает длины 35—37 см и массы от 290 до 361 г.
Длина крыльев варьирует от 27,1 до 31 см. Самцы, как правило, немного крупнее самок. Половой диморфизм в окраске оперения не выражен. У взрослых особей голова и горло тёмно-коричневого цвета с белым полукругом вокруг задней части глаза. Шея, грудь и брюхо белые. Первостепенные маховые перья тёмно-серые, в то время как второстепенные и кроющие перья светло-серые. Радужная оболочка тёмно-коричневая. Клюв и ноги красновато-коричневые.

## Распространение
Патагонская чайка распространена в Южной Америке, ареал размножения простирается от юга центральной части Чили вокруг Огненной Земли до Аргентины и Уругвая, включая Фолклендские острова, зимует вплоть до берегов северного Чили и центральной Бразилии.

## Питание
Патагонская чайка питается насекомыми, ракообразными, падалью и рыбой. Часто посещает луга и пастбища, особенно недавно вспаханные поля, в поисках дождевых червей и личинок насекомых. Также встречается на свалках и возле боен, где питается отходами. Наблюдается факультативный клептопаразитизм. В частности, они крадут крабов у желтоклювых лысух (Fulica armillata) и устриц у американских куликов-сорок (Haematopus palliatus).

## Размножение
Сезон размножения приходится на период с октября по январь. Патагонская чайка размножается колониями, насчитывающими до 500 гнездящихся пар. В гнездовых колониях она иногда объединяется с южноамериканскими крачками (Sterna hirundinacea). Большинство гнездящихся пар строят свои гнезда из травы, некоторые, подобно крачкам, строят гнезда также на плавающей болотной растительности или используют гнезда обыкновенных гагар. В кладке обычно 2—4 яйца от бежевого до оливково-жёлтого цвета с тёмными пятнышками и пятнами.
Изредка наблюдается гнездовой паразитизм со стороны черноголовой утки.